# Eugeniusz Ćwirlej
Eugeniusz Ćwirlej (ur. 21 lutego 1925 w Gaju Małym koło Szamotuł, zm. 29 lipca 2007 w Chodzieży) – polski malarz, pejzażysta, ukształtowany przez koloryzm. Zajmował się głównie malarstwem sztalugowym, rysunkiem, akwarelą, a także polichromią i mozaiką. Ojciec pisarza Ryszarda Ćwirleja.
Studia plastyczne odbył w Państwowej Wyższej Szkole Sztuk Plastycznych w Poznaniu na Wydziale Malarstwa pod kierunkiem profesorów J. Piaseckiego, St. Szczepańskiego, E. Wasilkowskiego. Miał ponad 40 wystaw indywidualnych w kraju i za granicą (m.in. w Schwalmstadt, Niemcy). Uczestniczył w licznych wystawach zbiorowych, m.in.: Ogólnopolskie Wystawy Plastyczne “Portret Wojska”, “Drogi do zwycięstwa” CBWA Zachęta w Warszawie, IX - XII Ogólnopolskie Wystawy im. J. Spychalskiego BWA Poznań, Międzynarodowa Wystawa Plastyczna „Świat ginącej przyrody” Warszawa, Wystawa Indywidualna Malarstwa „Polska Jesień” Wiedeń, Targi Sztuki „Interart” Poznań 1984-1990, Targi Sztuki – Wiedeń, Gandawa, Düsseldorf. Brał udział w dorocznych wystawach „Salon Pilski” BWA Piła.
Za swoją twórczość uzyskał wiele ważnych nagród, m.in.: I nagroda w Ogólnopolskim Konkursie na Znak Graficzny” Bezpieczeństwo Drogowe” (powszechnie dzisiaj stosowany drogowy znak ostrzegawczy – „Inne niebezpieczeństwo“)1963, dwa wyróżnienia w Ogólnopolskim Konkursie im. J. Spychalskiego 1983, Poznań. Inne wyróżnienia to: Medal „Za Wybitne Zasługi w Rozwoju Oświaty Woj. Pilskiego“ 1978, Nagroda Wojewódzka „Za pracę Twórczą“ 1982, Złoty Krzyż Zasługi 1986.
Był twórcą niezwykle płodnym i pozostawił po sobie ogromną spuściznę, głównie obrazy olejne. Prace jego znajdują się w zbiorach Muzeum Wojska Polskiego w Warszawie, Muzeum Rolnictwa w Szreniawie, Muzeum Sztuki Obcej w Sofii, w licznych muzeach regionalnych (m.in. Piła, Trzcianka, Wronki, Wągrowiec), jak i w wielu kolekcjach prywatnych mecenasów sztuki w kraju i za granicą.